# Hercus peruensis
Hercus peruensis là một loài tò vò trong họ Ichneumonidae.